# Brycinus leuciscus
Brycinus leuciscus är en fiskart som först beskrevs av Günther, 1867.  Brycinus leuciscus ingår i släktet Brycinus och familjen Alestidae. IUCN kategoriserar arten globalt som livskraftig. Inga underarter finns listade.